# Günther Schwenn
Günther Schwenn (* 18. März 1903 in Berlin als Adolf Hermann Carl Günther Franzke; † 4. Januar 1991 in Montreux am Genfersee) war ein deutscher Textdichter, der neben Schlagertexten auch Liedtexte in Operetten wie Maske in Blau und in Musicals verfasste.

## Leben
Während des Zweiten Weltkriegs textete er verschiedene Soldaten- und Kriegslieder, wie „Der Marsch der 80 Millionen führt in die Zukunft hinein“ (1940, Komponist Estella Köhler) „Bleibe meine gute Kameradin“ (1941, Komponist Hans Carste), „Stoßtrupp voran!“ (1943, Komponist Josef Klang), „Vater ist Soldat, mein Kind“ (1944, Komponist Willy Richards), „Mach dir um mich doch bitte keine Sorgen! Ein Brief aus der Heimat“ (1944, Komponist Gerhard Winkler). Ebenso schrieb er Texte zu Unterhaltungsfilmen wie Kora Terry aus dem Jahr 1940 mit dem Evergreen „Im Leben geht alles vorüber“.
1963 schrieb er zu einer Melodie von Peter Thomas, die zuvor schon im Film Die endlose Nacht verwendet wurde, einen Text. Der Liedtext Komm, leg’ Deinen Arm um mich wurde von Esther Ofarim gesungen und erschien auf einer Single. Neben seiner künstlerischen Tätigkeit gehörte für ihn auch das ehrenamtliche Wirken in den Berufsverbänden, im Deutschen Textdichter-Verbandes, der Dramatiker Union und der GEMA zu seinem Leben. In Anerkennung seiner Verdienste um die deutsche Unterhaltungsmusik wurde Günther Schwenn 1979 als erstem Textdichter der Paul-Lincke-Ring verliehen.
Günther Schwenn begründete die GEMA-Stiftung, mit der Komponisten und Textdichter gefördert und unterstützt werden sollen.

## Werke

### Gedichte
(unter seinem bürgerlichen Namen Günther Franzke publiziert)
- Gesänge gegen bar, Wolfgang Jess Verlag, Dresden 1931 (illustriert von George Grosz)
- Zwischen sämtlichen Musen. Espresso-Elegien, Peters-Verlag, Berlin 1964 (illustriert von Bele Bachem)

### Lieder, Schlager, Libretti
- Der Springer von Pontresina  (1934)
- Die Liebe ist ja nur ein Spiel (Regine) (1935)
- Ball der Nationen, Musik: Fred Raymond,  (1935)

- Wenn die Sonne hinter den Dächer versinkt, Musik: Peter Kreuder, aus der Revue Hollywood (1936)
- Maske in Blau, Operette, Musik: Fred Raymond, (1937)
- Melodie der Nacht, Operette, Musik: Ludwig Schmidseder, (1938)
- Die oder Keine, Operette, Musik: Ludwig Schmidseder, (1939)
- Die Tante Emilie, Je später der Abend, um so schöner die Gäste!, Ein kleines weißes Haus (Die kluge Schwiegermutter, 1939)
- Frauen im Metropol, Operette, Musik: Ludwig Schmidseder, (1940)
- Unter der roten Laterne von St. Pauli, Schlager zusammen mit Peter Schaeffers, Musik Ralph Maria Siegel (1941)[3]
- Hochzeitsnacht im Paradies, Operette, Musik: Friedrich Schröder, (1942)
- Möwe, du fliegst in die Heimat, Musik: Gerhard Winkler, (1943)
- Nächte in Shanghai, Operette, Musik: Friedrich Schröder, 1947
- Das Wirtshaus im Spessart, Musical, Musik: Franz Grothe, 1977
- Das Bad auf der Tenne, Operetten, Musik: Friedrich Schröder, 1955
- Santa Lucia (O du mein Napoli) und Manina-Mandonnina aus dem Film Santa Lucia
- Fanny Hill
- Jede Frau hat ein Geheimnis
- Schnaps, das war sein letztes Wort (1960)
- Komm, leg’ Deinen Arm um mich (1963)

## Auszeichnungen
- 1977 Ehrenring der GEMA
- 1978 Goldene Nadel der Dramatiker Union
- 1979 Paul-Lincke-Ring
- 1982 Ehrenmitglied der GEMA
- 1983 Goldene Feder des Deutschen Textdichter-Verbandes
- 1983 Richard-Strauss-Medaille der GEMA